# 松材线虫
松材线虫（学名：Bursaphelenchus xylophilus）是常见的松属植物寄生虫。它通过松墨天牛（Monochamus alternatus）等媒介昆虫攜播，被其感染的松属植物，针叶呈黄褐色或红褐色，萎蔫下垂, 停止分泌树脂，整株干枯死亡，最终腐烂。所造成的虫害称为松材线虫病或松枯萎病。

## 形態特徵
成虫体细长，长约1毫米，雌虫尾部近圆锥形，末端圆；雄虫尾部似鸟爪，向腹面弯曲。

## 分佈與棲息地

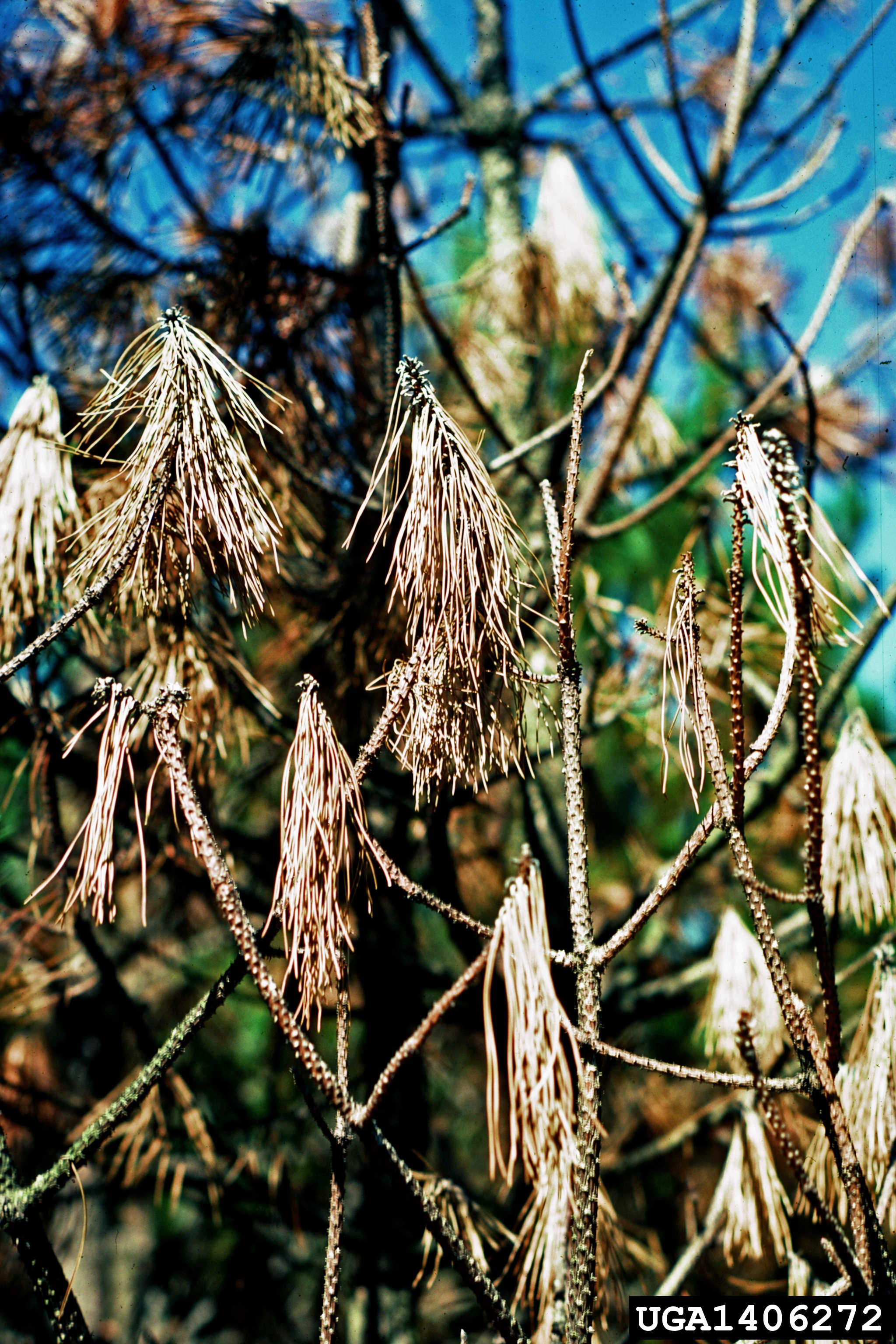
松材线虫造成的欧洲黑松针叶枯死

原产北美洲，在美国、加拿大、墨西哥等国均有发现。根據資料指出，该物種约在20世纪初由美國傳入日本，再由日本於1980年代，陸續傳入中國大陸、台灣和韓國，中国大陸境内于1982年在南京中山陵首次发现，以后相继在江苏、安徽等14个省区市成灾，累计致死松树5亿多株，毁灭松林500多万亩，是中国大陸危害较大的外来入侵物种之一。台灣不願使用DDT作傳染性的防治，因此1985年左右台灣松樹林即遭受毀滅性的打擊，中國大陸使用DDT治理也形成另一種環境的嚴重汙染。
此外，随着全球气候变暖，松材线虫病向北扩张, 导致东北亚和欧洲针叶树大面积死亡。

## 參看
- 松甲虫：另一種會可攜播松材线虫的甲虫。

## 外部連結
- 維基物種上的相關：松材线虫
- Pine wilt disease. American Phytopathological Society.
- Forest living things 00154 Pine wilt nematode  (Japanese)
- Forest living things 00155 Monochamus alternatus （页面存档备份，存于） (Japanese)
- Forest living things 00253 Monochamus satuluarius （页面存档备份，存于） (Japanese)
- Forest living things 00264 Trogossita japonica （页面存档备份，存于） prey beetle, hope to decrease sawyers
- Forest living things 00284 Dastarcus helophoroides （页面存档备份，存于） Parasitoid beetle, hope to decrease sawyers